# Mineralet 1

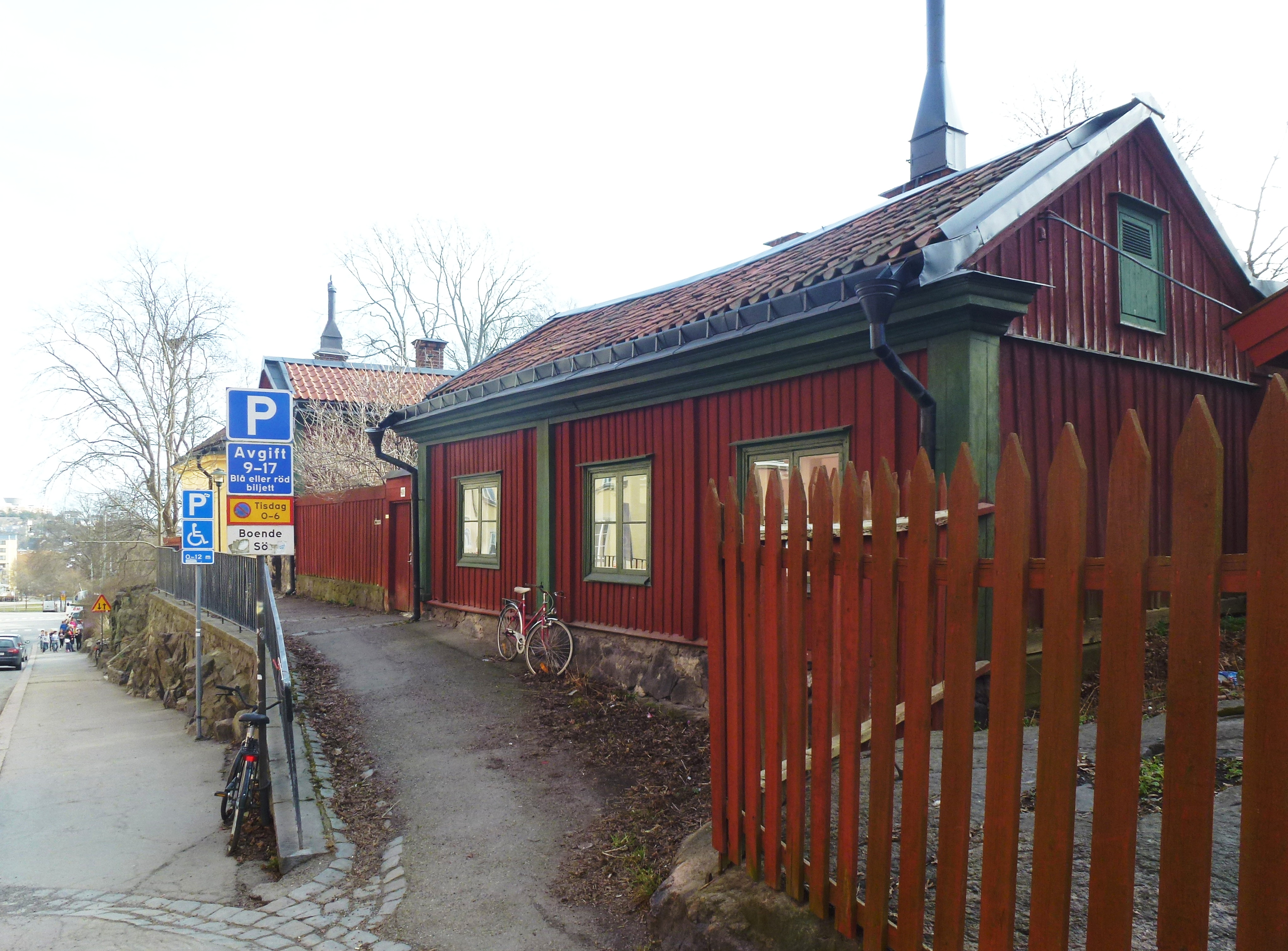
Mineralet 1, vy österut, Skånegatan 108 (närmast) och 110.

Mineralet 1 är en kulturhistoriskt värdefull fastighet nedanför Sofia kyrka vid Skånegatan 106–110 på Södermalm i Stockholm. Här finns en liten rest av Stockholms historiska trähusbebyggelse från tidigt 1700-tal. Fastigheten ägs av AB Stadsholmen och är blå- respektive grönmärkt av Stadsmuseet i Stockholm, vilket innebär "att bebyggelsen bedöms ha synnerligen höga kulturhistoriska värden" respektive "vara särskilt värdefull från historisk, kulturhistorisk, miljömässig eller konstnärlig synpunkt".

## Historik

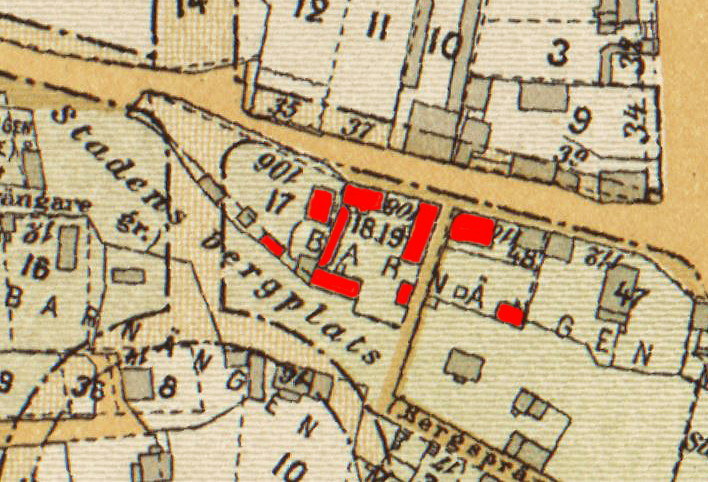
Bevarade byggnader (röd) i dagens fastighet Mineralet 1, karta från 1899.

Kvarteret Mineralet bildades 1976 och var tidigare en del av Barnängen mindre. Området kallades även för Stadens bergplats och är belägen på norra sluttningen av Vita bergen. Fastigheten är en sammanslagning av tre äldre tomter med adresserna Skånegatan 106, 108 och 110. Bebyggelsen Skånegatan 106–108 består av flera trähus från tidigt 1700-tal, Skånegatan 110 är ett stenhus från 1860- talets mitt.
De idag kvarvarande husen ligger på tomter som under 1700-talets första del uppläts av Stockholms stad på ofri grund. Staden tog hänsyn till tomternas ”avlägsenhet, bergs- och oländighet” och krävde ett årligt tomtöre om låga 8 respektive 10 öre silvermynt. De som bosatte sig här var mindre bemedlat folk, som fick sin utkomst i hamnen och de närbelägna fabrikerna, bland dem påfallande många varvs- och skeppstimmermän. Framför husen kvarstår en liten del av den gamla Skånegatan (ursprungligen Nygatan) innan den breddades på 1920-talet. 

### Skånegatan 106
Trähuset vid Skånegatan 106 står med gaveln mot gatan och uppfördes mellan åren 1726 och 1731 för åkaren Olof Göransson Hagberg. Han ansökte år 1726 att få ”intaga och bebygga en liten plats längst ut på Södermalm, uti Sancta catharina församling, utom kvarnarne emot trädgårdsmästare Peter Fagges trädgård uppå bergen”. Denne Fagge drev ett värdshus i närheten och blev känt för Faggens krog som besjöngs av Carl Michael Bellman. Under Hagbergs tid bestod bebyggelsen av en lite stuga och ett stall.
Den lilla egendomen vandrade därefter genom flera händer, bland dem varvstimmermannen Carl Lundberg, varvstimmermannen Petter Fröman och järnbäraren Johan Höglander. Huset har blivit ombyggt ett flertal gånger och dess nuvarande utseende fick byggnaden någon gång under 1800-talets mitt. 
År 1893 köptes tomten av Stockholms stad. Stugan var bostad en bit in på 1900-talet, därefter lager och bilmek och slutligen fritidshus. Omkring sekelskiftet 2000 var huset i dåligt skick och restaurerades samt moderniserades varvid stora delar av byggnadens stomme och takkonstruktion byttes ut. Sedan 2010 finns verksamhetslokaler i huset.

Historiska bilder
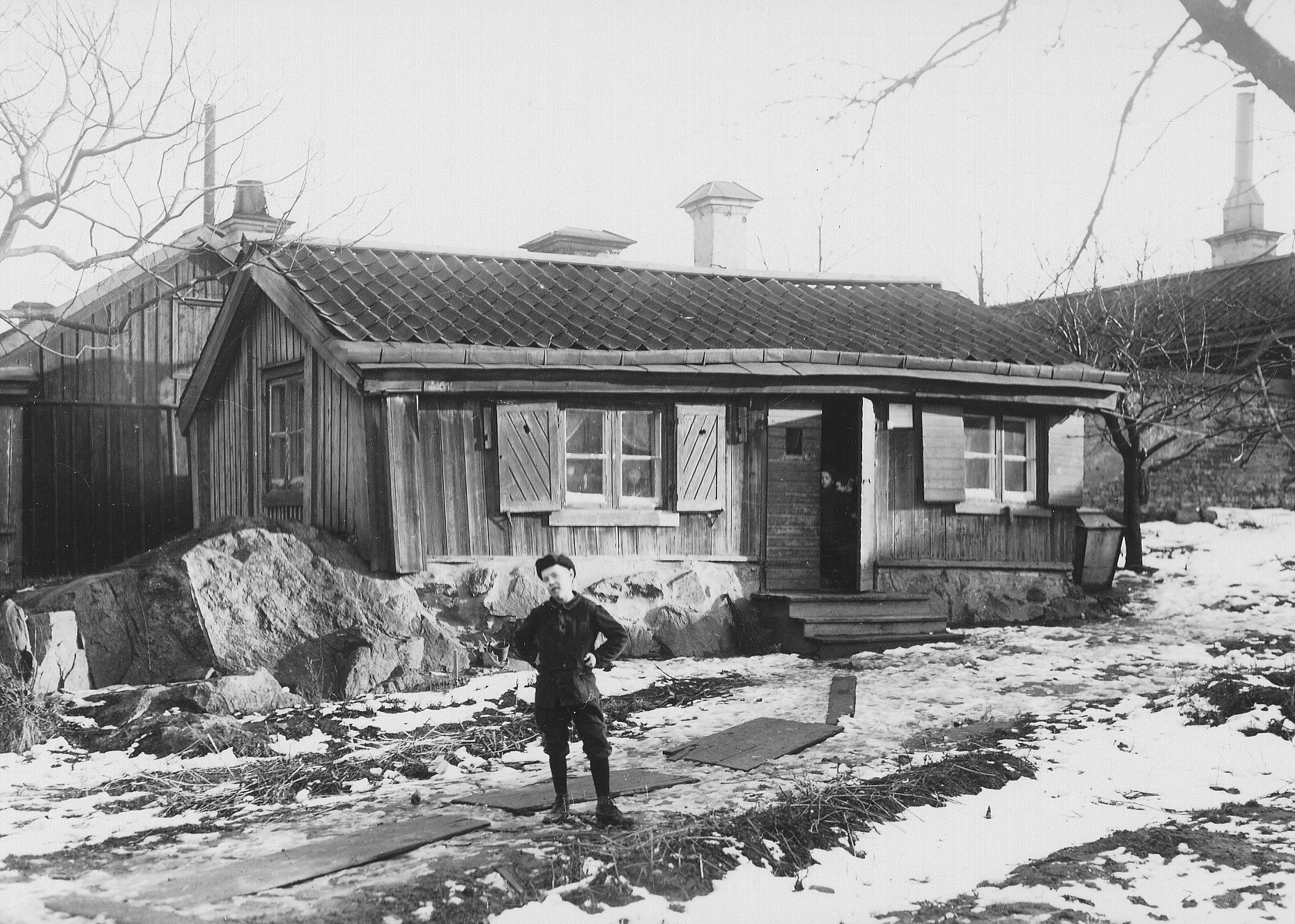
Skånegatan 106, cirka 1900.
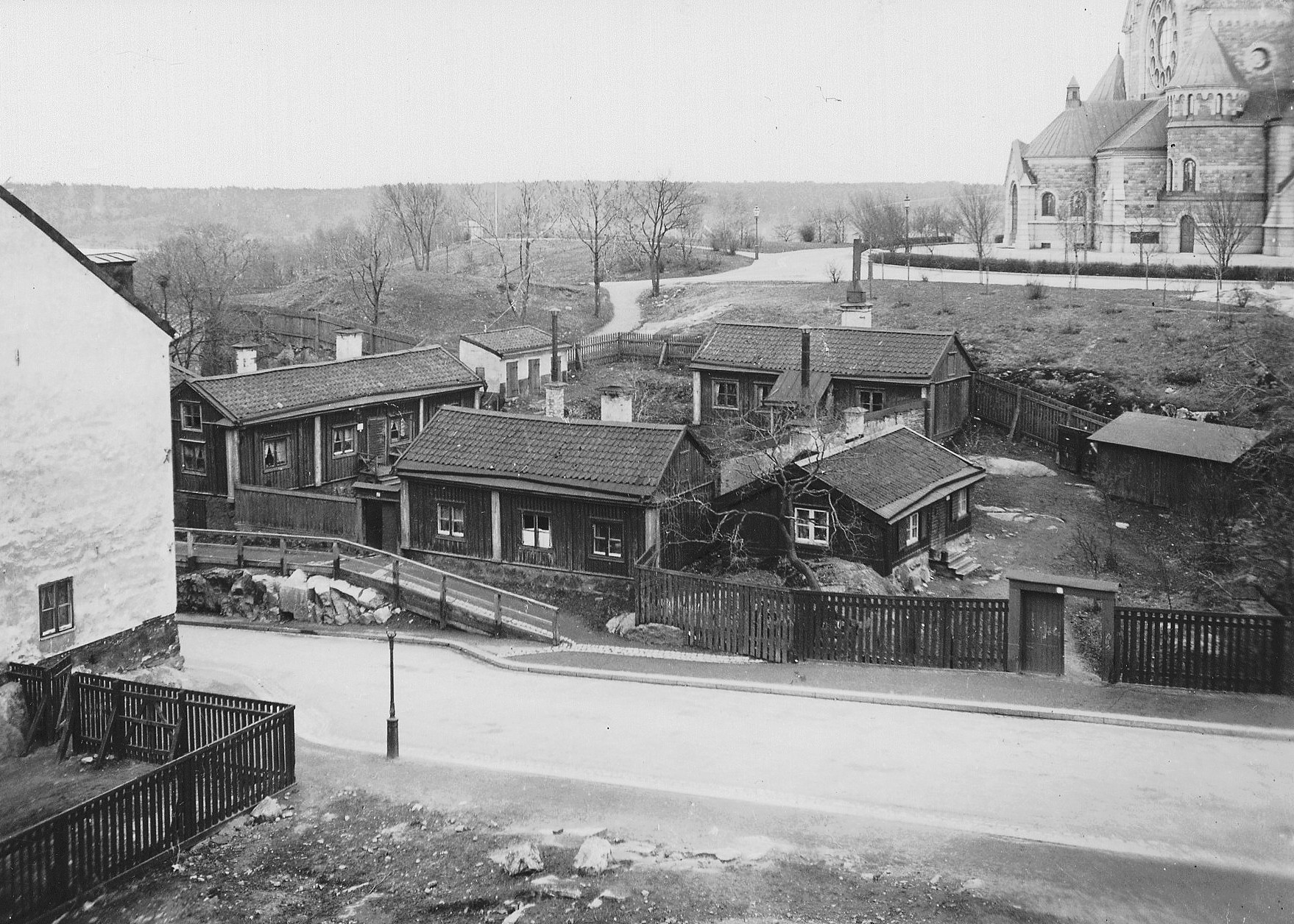
Skånegatan 106 och 108, cirka 1900.
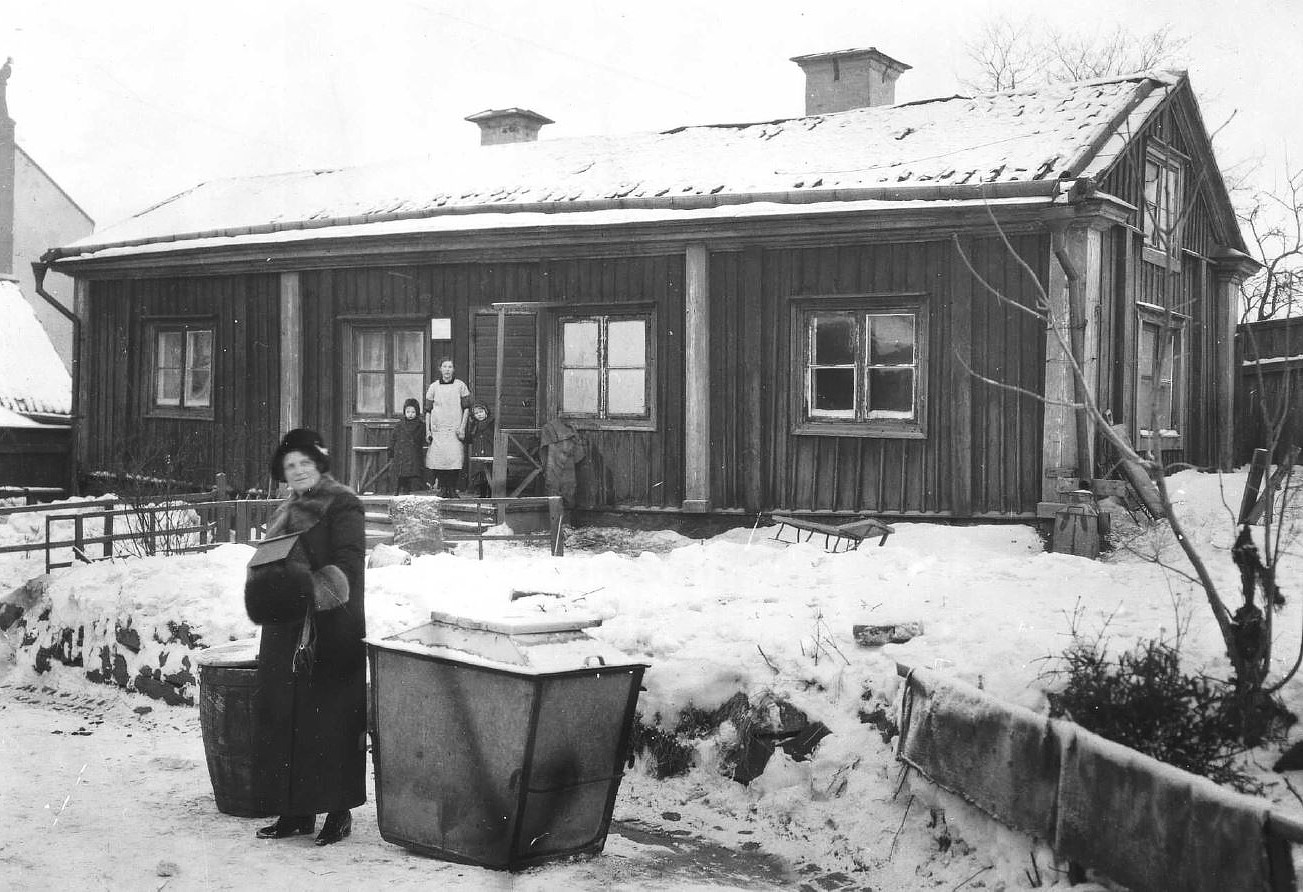
Skånegatan 108, 1914.
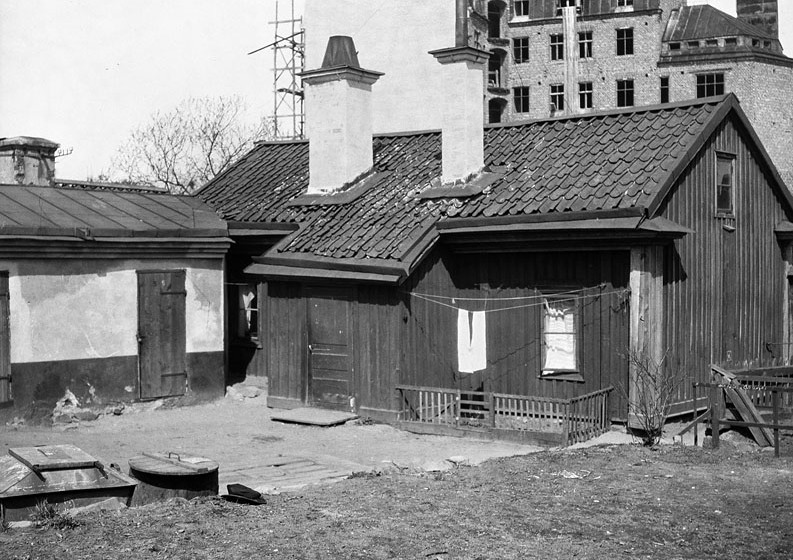
Skånegatan 108, cirka 1900.
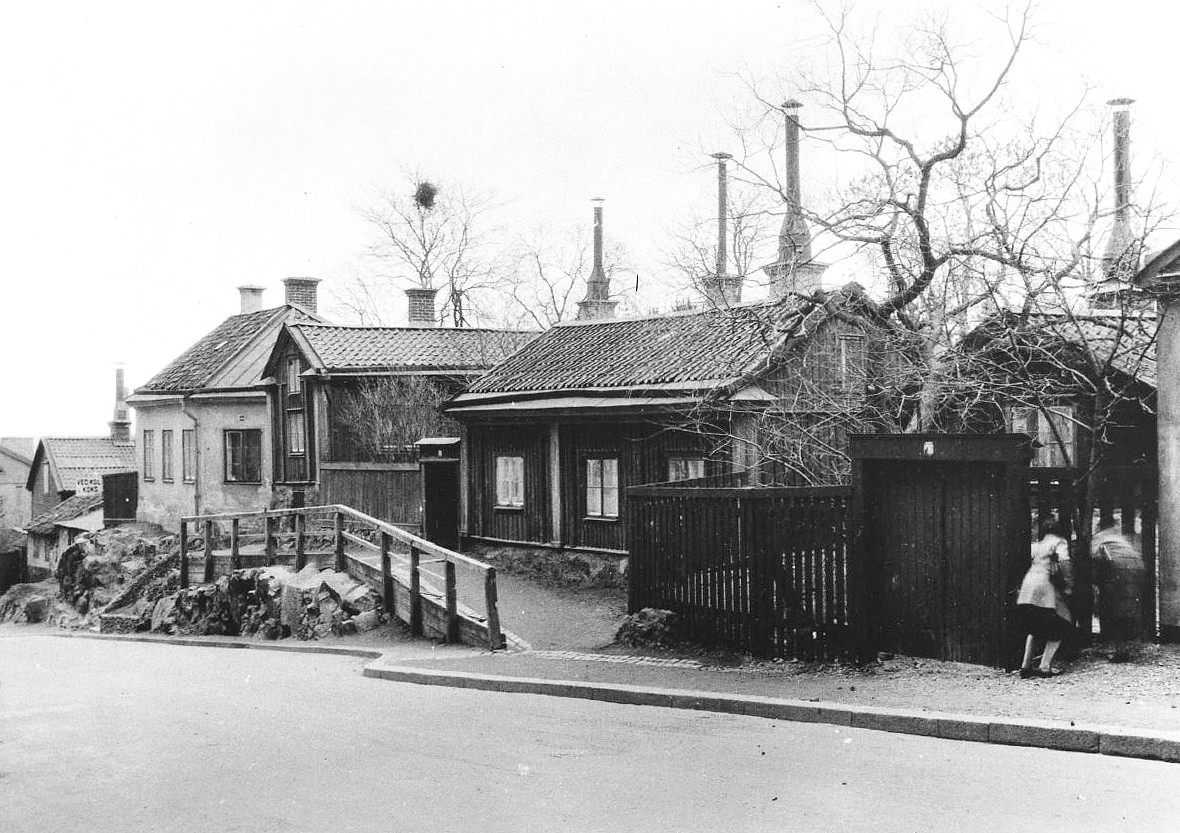
Skånegatan 108 (närmast) och 110, 1930-tal.

### Skånegatan 108
Skånegatan 108 består av fem byggnader. Tomten uppläts år 1724 till skeppstimmermannen Jöns Sundberg vars stuga (med långsidan mot gatan) stod färdig 1731 och beboddes av honom själv samt av hans mor och en piga. 1732 byggde han ytterligare ett hus på tomtens södra sida. Samma år sålde han fastigheten till varvstimmermannen Olof Österberg som lät dela den i två delar vilka han sålde senare. På östra tomtdelen byggdes ett hus med gaveln mot gatan. 1819 sammanslogs båda halvor igen av den nye ägaren, varvstimmermannen Sven Boström.  
På 1860-talet renoverades byggnadsbeståndet när tullvaktmästaren Gust. Casp. Strömberg var ägare. Bland annat lät han bygga två uthus av tegel och reparera tre befintliga boningshus av trä som fick nya tak och nya fasadpanel. Allt avsynades av Staden utan anmärkning. Fastigheten förvärvades 1886 av Stockholms stad. 1985 genomfördes en varsam ombyggnad och modernisering för att inrymma verksamhetslokaler.

### Skånegatan 110
Tomten för Skånegatan 110 uppläts 1724 till skeppstimmermannen Mats Berg som enligt en mantalslängd från 1731 bodde här med sin hustru Anna Catharina. 1790 var gården riven och tomten förblev obebyggd under de följande ägarna. 1877 köptes den obebyggda fastigheten av muraren J.F. Åkerlind som byggde sig ett stenhus i nordvästra hörnet av tomten och ett uthus med avträde och vedförråd i sydöstra delen. Bostadshuset (stenhuset) innehöll en förstuga, tre rum och ett kök. Hörnet mot Skånegatan är avfasat och här fanns ursprungligen en av husets två entréer. 
Fastigheten förvärvades 1893 av Stockholms stad. I början av 1980-talet upprustades och moderniserades bostadshuset av AB Familjebostäder. Stenhuset, som i stort bevarar sin ursprungliga planlösning om två rum och kök, uthyrs av AB Stadsholmen som privatbostad.

Nutida bilder
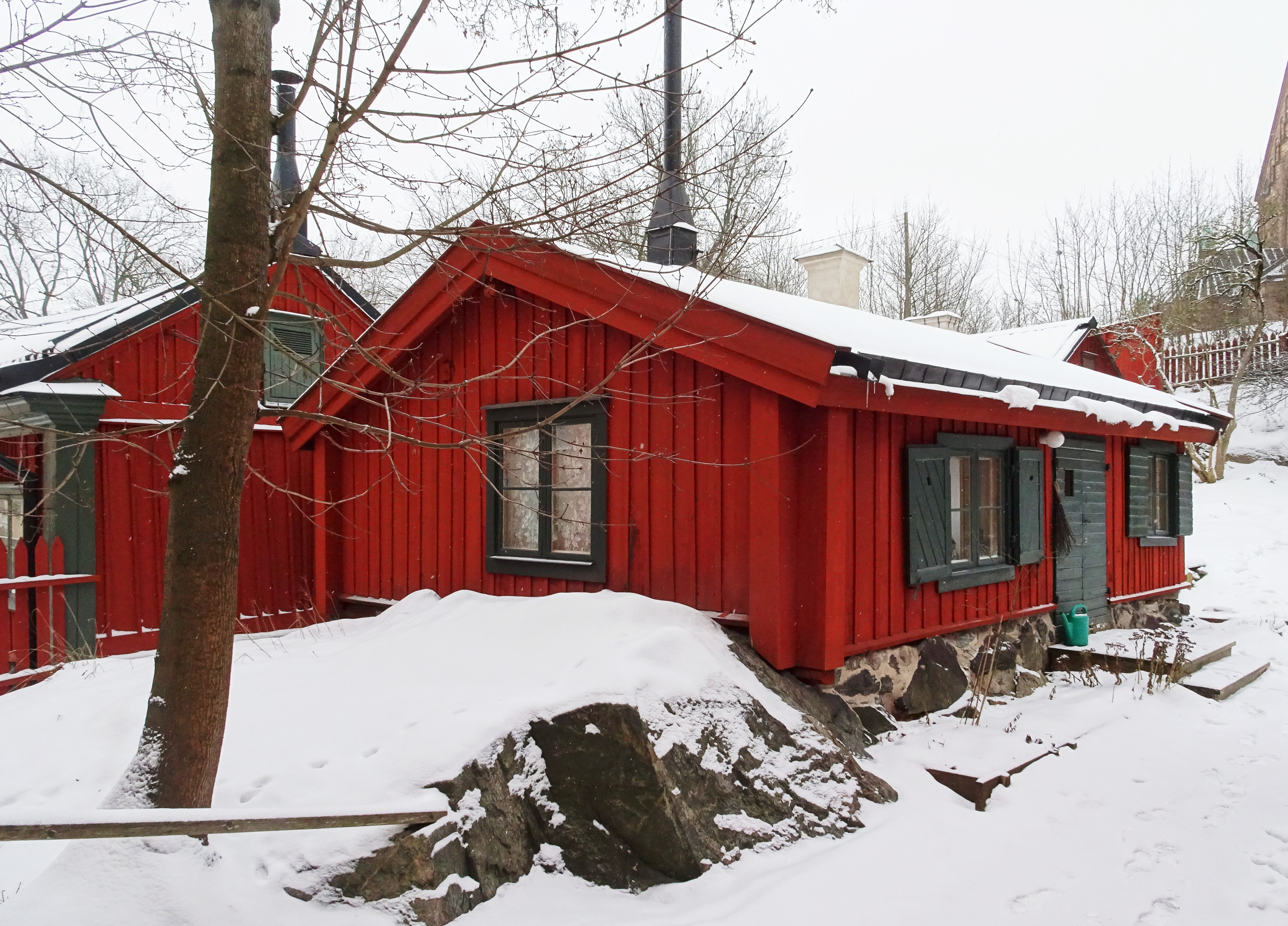
Skånegatan 106 från gatan.
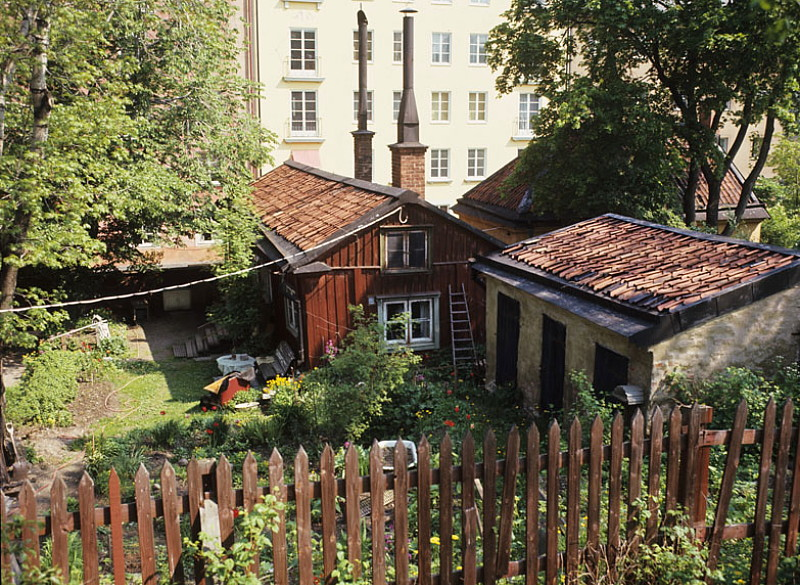
Skånegatan 108 från gården.
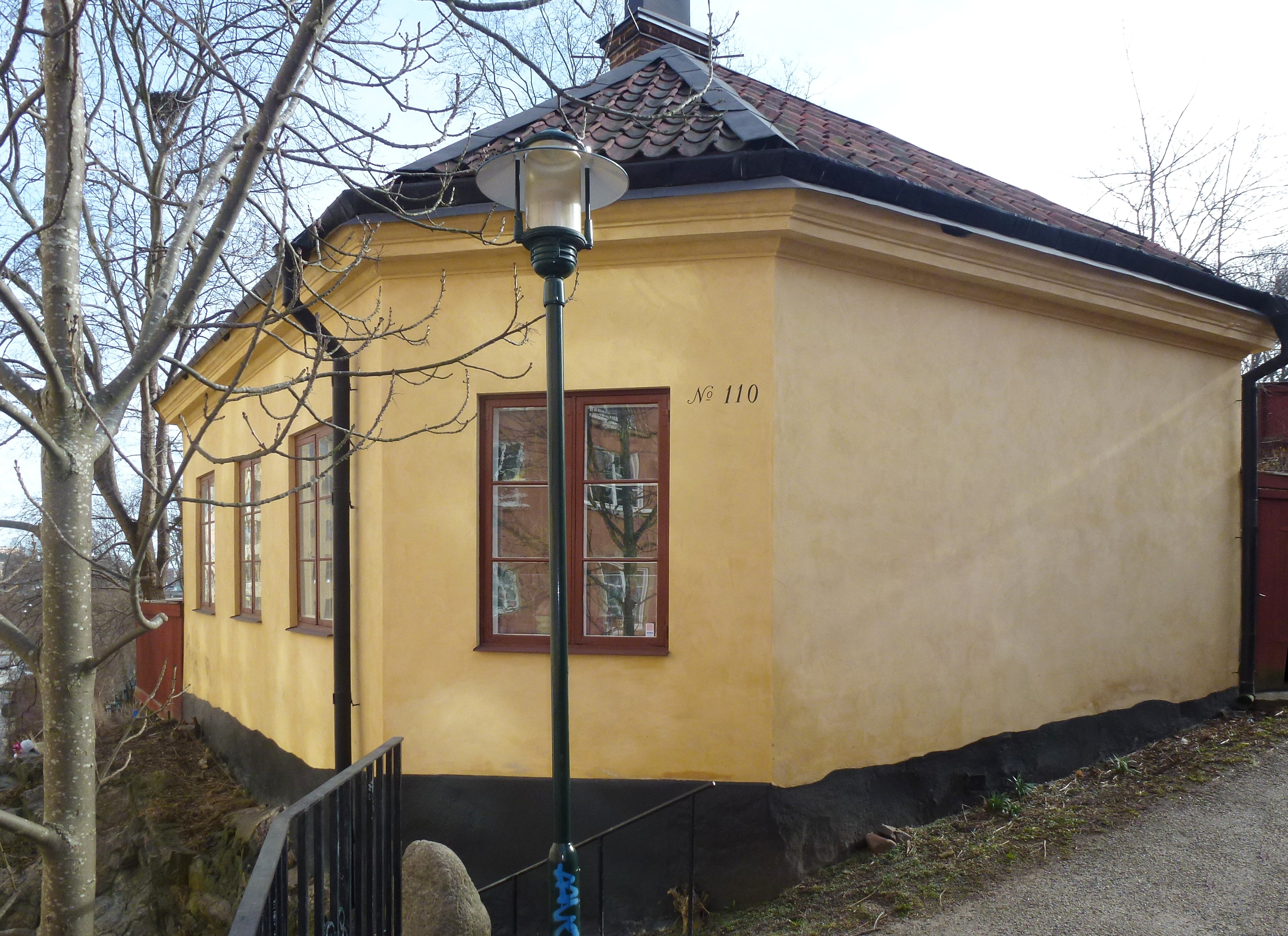
Skånegatan 110 från gatan.
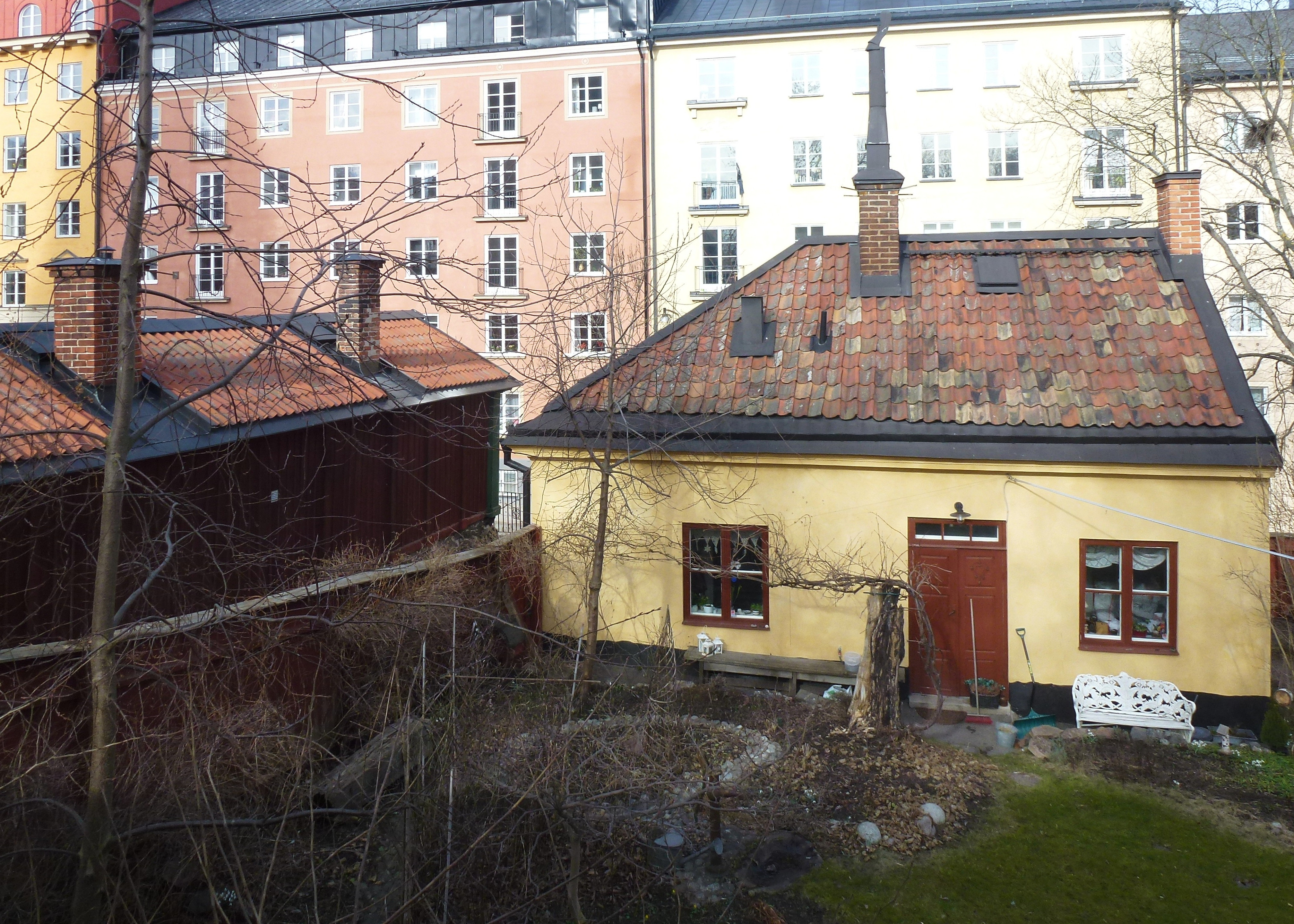
Skånegatan 108 och 110 från gården.
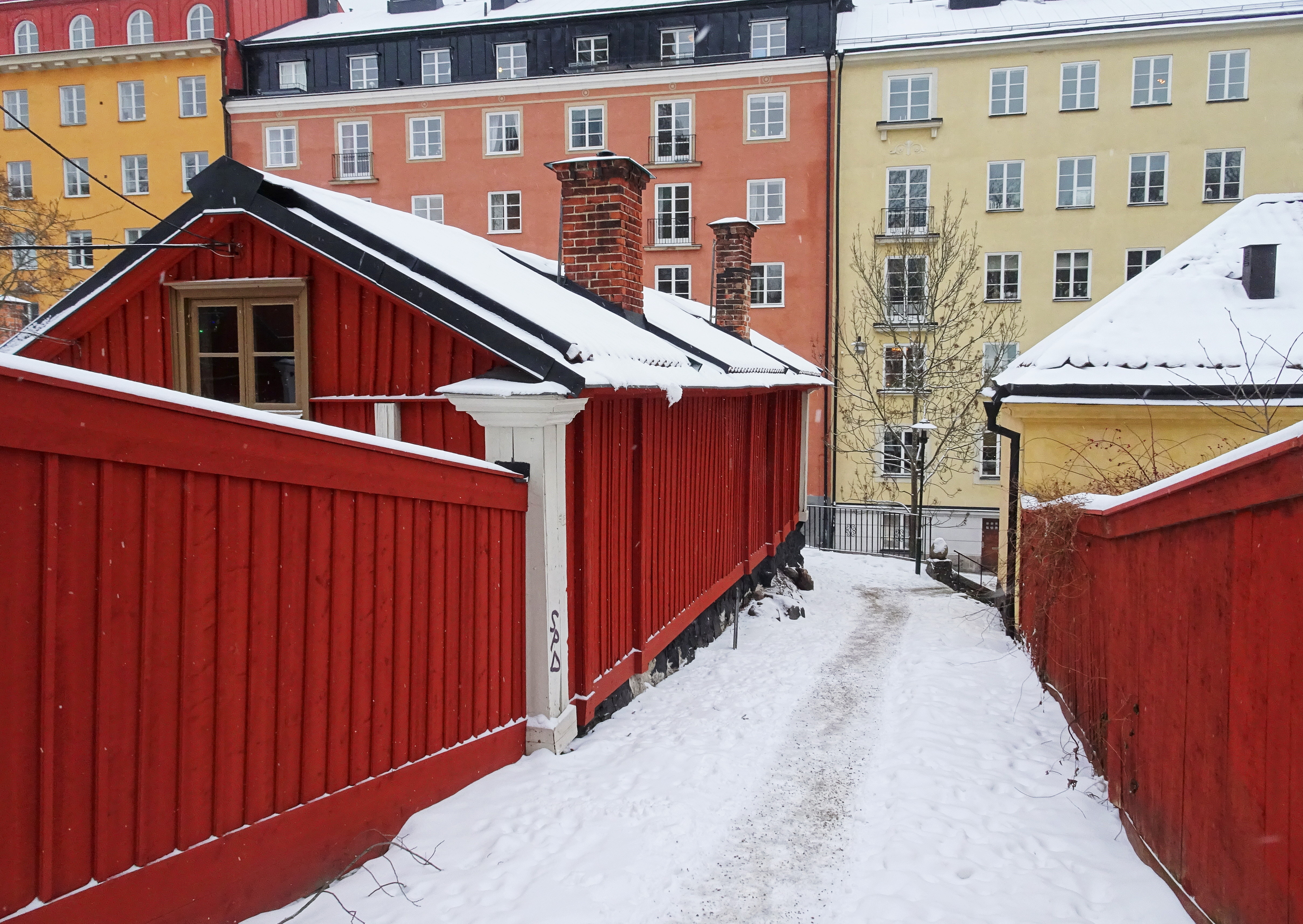
Sofia trappgränd mellan Skånegatan 108 (t.v.) och 110.